# 宋文新 (山东)
宋文新（1966年11月—），新疆阿克苏人。女，汉族。中华人民共和国政治人物。

## 生平
中共新疆维吾尔自治区党校科学社会主义专业毕业。全国人民代表大会山东地区代表。
担任泰山民族中学副校长。
2003年、2008年、2013年，连续当选全国人大代表。2018年2月24日，当选为第十三届全国人大代表。